# Micropsectra miikesecunda
Micropsectra miikesecunda är en tvåvingeart som beskrevs av Sasa 1985. Micropsectra miikesecunda ingår i släktet Micropsectra och familjen fjädermyggor. Inga underarter finns listade i Catalogue of Life.